# 田淵実
田淵 実（たぶち みのる、1937年2月8日 - 2007年7月22日 ）は、日本の経営者。

## 来歴・人物
大阪府出身。1960年に大阪大学経済学部を卒業し、同年にアサヒビールに入社。1990年3月に取締役に就任し、1993年3月に常務、1996年3月に専務を経て、1997年3月にニッカウヰスキー副社長に就任し、1998年3月に社長に昇格した。その後は、2000年3月にアサヒビール副社長、2001年3月にアサヒ飲料会長を歴任。
2007年7月22日午後9時52分、肺癌のため死去。70歳没。